# Kurt Horstmann
Kurt Horstmann (* 8. Mai 1909 in Minden/Westfalen; † 23. Dezember 1986) war ein deutscher Bevölkerungsstatistiker im Bereich der amtlichen Statistik. Horstmann war Mitarbeiter im Statistischen Reichsamt und Direktor im Statistischen Bundesamt (Wiesbaden), zudem Vizepräsident der Deutschen Gesellschaft für Bevölkerungswissenschaft (DGBW) und 2. Vizepräsident der Deutschen Akademie für Bevölkerungswissenschaft an der Universität Hamburg (DABW).

## Ausbildung und erste Berufstätigkeiten
Horstmann studierte Geographie und Geschichtswissenschaft in Göttingen und Berlin, anschließend Promotion zum Dr. phil., Thema der Dissertation „Die Entwicklung von Landschaft und Siedlung in der Umgebung Mindens“ (Berlin, Univ., Diss., 1935). Mittels eines Stipendiums arbeitete Horstmann zwischen April und Juli 1935 am "Historischen Atlas deutscher Siedlungs-, Wirtschafts- und Staatengebilde" mit. Noch im Juli 1935 wechselte er als Mitarbeiter von Friedrich Burgdörfer in das Statistische Reichsamt. Seitdem arbeitete er in der amtlichen Statistik. Nach Angaben seines späteren Vorgesetzten Gerhard Fürst (Leiter des Statistischen Bundesamts) arbeitete Horstmann vor 1945 an der Auswertung der Volkszählung von 1933 mit, auch an der Vorbereitung und Durchführung der Volks-, Berufs- und Betriebszählung von 1939 sei er beteiligt gewesen.
Über seinen ehemaligen Vorgesetzten Friedrich Burgdörfer merkte Horstmann im Jahr 1961 beschönigend an, dieser sei in der Zeit des Nationalsozialismus „wissenschaftlich unabhängig  und menschlich sauber geblieben“.

## Berufliche Tätigkeiten nach 1945
Seit 1945 arbeitete Horstmann beim Statistischen Amt für die Britische Besatzungszone, nach Eingliederung dieser Behörde in das Statistische Bundesamt (1949) wurde er Mitarbeiter, schließlich ein Regierungsdirektor (Abteilungsleiter) dieser Wiesbadener Behörde (bis 1966). 1974 trat Horstmann in den Ruhestand.
Neben seinen Tätigkeiten in der amtlichen Statistik publizierte Horstmann seit den 1930er Jahren in deutschsprachigen (nach 1945 auch in internationalen) Fachzeitschriften und nahm u. a. an der Welt-Bevölkerungskonferenz in Rom (1954) und am Wiener Bevölkerungskongress von 1959 teil. Horstmann pflegte verstärkt seit den frühen 1950er Jahren Kontakte zur deutschen Raumforschung, speziell dem Institut für Raumforschung. Bei dem Historiker Bernhard vom Brocke heißt es zu diesem Zeitraum in Horstmanns Karriere: „Aufbau einer umfassenden, laufenden Binnenwanderungsstatistik u. Einfügung der Pendelwanderungsstatistik in die Volks- und Berufszählungen 1950 und 1961, Aufbau des Mikrozensus auf repräsentativer Basis, beteiligt an der Auswertung der Volkszählungen von 1933 bis 1961.“
Götz Aly und Karl Heinz Roth zählen Kurt Horstmann zu einer "Garde beflissener Schüler" um den Leiter der Abteilung Bevölkerungs- und Kulturstatistik (ab 1953) im Statistischen Bundesamt, Siegfried Koller.
Ab 1952 war Horstmann führend am Aufbau der DGBW und der DABW beteiligt. Horstmann zählte zu den 56 Mitarbeitern am Handbuch für Empirische Sozialforschung. Er trat als Mitherausgeber von Band 5: "Soziale Schichtung und Mobilität" auf.
Kurt Horstmann war ab 1953 (neben anderen) Leiter der Expertenkomitees "Eingliederung" und "Statistik, Terminologie, Bibliographie" der Association européenne pour l'étude du problème des Réfugiés (AER, gegründet 1950 in Rom, erster Vorsitzender: Corrado Gini). Horstmann war über 20 Jahre Mitglied von AER/AWR.
Kurt Horstmann war - weitgehend unter Historikern - Mitglied des "Arbeitskreis Historische Raumforschung" (Leitung 1951–1972: Günther Franz) der Hannoveraner Akademie für Raumforschung und Landesplanung. Ab 1953 war er Korrespondierendes Mitglied der Akademie.

## Weitere Internationale Mitgliedschaften
- Mitglied der International Union for the Scientific Study of Population  (IUSSP)
- 1955–1958 Vice President des Bureau der International Union for the Scientific Study of Population
- Mitglied der Economic Commission for Asia and the Far East (heute: Economic and Social Commission for Asia and the Pacific, ESCAP), United Nations.
- International Statistical Institute (gewähltes Mitglied 1954)[9]

## Veröffentlichungen (Auswahl)
- (mit Norbert Krebs) Atlas des deutschen Lebensraumes in Mitteleuropa. Die deutschen Gaue, Marken und Herzogtümer im 10. Jahrhundert. Leipzig 1937.
- Die Vergewerblichung. Ein Hilfsmittel zur Unterscheidung von Stadt und Land. In: Raumforschung und Raumordnung 2. Jg. (1938), Heft 3, S. 110–119.
- Bevölkerungsdichte und Siedlungsweise, Stadt und Land. In: Friedrich Burgdörfer (Hrsg.): Die Statistik in Deutschland nach ihrem heutigen Stand. Friedrich Zahn zum 70. Geburtstage am 8. Januar 1939 als Ehrengabe dargebracht. Bd. 1, Berlin: Verlag für Sozialpolitik, Wirtschaft und Statistik Paul Schmidt, S. 206–213.
- Versuch einer deutschen Bevölkerungsbilanz des zweiten Weltkrieges. In: Wirtschaft und Statistik, Neue Folge, 1 (1949), Heft. 8, S. 226–230.
- Die Bedeutung des Zählungswerkes 1950 für die Heimatvertriebenen. In: Institut für Raumforschung (Hrsg.): Das deutsche Flüchtlingsproblem. Sonderheft der Zeitschrift für Raumforschung. Bielefeld: Eilers 1950, S. 46–48.
- (mit Werner Nellner) Die Wanderungen im Bundesgebiet 1950: Die Bevölkerungsdichte im Bundesgebiet und ihre Entwicklung. Institut für Raumforschung, Bad Godesberg 1951.
- Die Gliederung der Bevölkerung in der Bundesrepublik Deutschland nach der sozialen Stellung auf Grund der Berufszählung 1950. In: Soziale Welt 4. Jg., (1952); S. 112–126.
- Der Großstadtbegriff und die Statistik. In: Akademie für Raumforschung und Landesplanung (Hg.): Raum und Gesellschaft. Referate und Ergebnisse der gemeinsamen Tagung der Forschungsausschüsse "Raum und Gesellschaft" (Leiter: Prof. Dr. K. V. Müller) und "Großstadtprobleme" (Leiter: Dr. Elisabeth Pfeil). Bremen-Horn 1952: Dorn (Forschungs- und Sitzungsberichte der Akademie für Raumforschung und Landesplanung. 1, 1), S. 108–116.
- Rezension: Gerhard Mackenroth: Bevölkerungslehre (1953). In: Raumforschung und Raumordnung 12 Jg., (1954), S. 162–164.
- Die Binnenwanderung in den Ländern Europas. In: Raumforschung und Raumordnung 13. Jg. (1955), S. 193–202.
- Friedrich Burgdörfer. In: Allgemeines Statistisches Archiv 45 (1961), S. 73–74.
- Population Census Results as Basic Material for the World Population Map. In: Geografiska Annaler 45 (1963), Issue 4, p. 251–261.
- Die Land-Stadtwanderung der EWG-Länder im Spiegel der Statistik. In: Raumforschung und Raumordnung 23. Jg. (1965), Heft 4.
- Besonderheiten regionalstatistischer Auswertungen in der Demographie. In: Statistische Methoden und Materialien für Demographen; Bd. 1: Grundlegende allgemein demographische, demographisch-methodische und bevölkerungsstatistische Beiträge. Hamburg: Deutsche Akademie für Bevölkerungswissenschaft, Bd. 1., 1966, S. 110–122.
- Horizontale Mobilität. In: René König, unter Mitwirkung von Heinz Maus (Hg.): Handbuch der Empirischen Sozialforschung. Bd. II. Stuttgart 1969: Ferdinand Enke Verlag, S. 43–64.
- Zur Soziologie der Wanderungen. In: René König (Hg.): Handbuch der  Empirischen Sozialforschung. 2. völlig neu bearbeitete Auflage, Band 5: Soziale Schichtung und Mobilität (Die Bände 5ff. der Taschenbuchausgabe stellen die 2. völlig neubearbeitete Auflage vom "Handbuch der empirischen Sozialforschung", Band II, dar). Stuttgart 1969 (1976): Ferdinand Enke (dtv Wissenschaftliche Reihe), S. 104–186.
- Mitarbeit an: Das Weltflüchtlingsproblem. Gerhard Reichling. In Zusammenarbeit mit Kurt Horstmann [u. a.]. Im Auftrag der Forschungsgesellschaft für das Weltflüchtlingsproblem AWR, Deutsche Sektion. Bad Homburg 1968.
- Der gegenwärtige Stand der Bevölkerungswissenschaft in Deutschland. Wiesbaden 1953. Reprint in: Zeitschrift für Bevölkerungswissenschaft 11. Jg. (1985), Heft 2, S. 281–284.
- Sozialwissenschaftliche Standardterminologie für die Erforschung des Flüchtlingsproblems. In: AWR-Bulletin 24. Jg. (1986), S. 19–30.